# Тиква (плод)
Тиква е името на плодовете на култивираните видове от рода Тиква.
Тиквата е една от най-старите култури в Западното полукълбо. Култивираните видове са родом от Централна Америка. Индианските племена са консумирали сушена или печена на огън парчета тиква. Семената на растенията са донесени в Европа от Христофор Колумб, но тиквата е призната за хранителна култура едва през 17. век. Тиквата е добър източник на фибри, витамин А, витамини от група В, калий, протеини и желязо.
Плодовете на някои сортове тиква може да се берат, докато незрелите семена и кора са все още меки и годни за консумация. Тогава плодът се нарича тиквичка.
Тиквените плодове се използват за декорация, например за направата на тиквен фенер.

## Отглеждане
Тиквата вирее на места, които са добре огрявани от слънцето и защитени от ветровете. За израстването на голям плод е нужно почвата да бъде богата на хранителни вещества, като наторяването зависи от предшестващата култура, която е била отглеждана. Сеитбата се извършва в края на месец април, когато вече няма опасност от слана, а почвата на 10 см е с температура близо 14 °C.
Прави се гнездо, слага се тор и се засяват по 5 – 6 семена във всяко едно от тях. След засяването на семената е нужна редовна обработка на почвата и борба с плевелите. Заради развитата си коренова система, тиквата няма нужда от редовно поливане. Когато растенията образуват 2 – 3 листа, те се разсаждат, като се оставя по 1 растение в гнездо.
Продукцията се прибира към края на септември, но преди да започнат обилните есенни дъждове. Плодове се остават на слънце 20 – 25 дена след откъсването им. Те издържат на понижаване на температурата до -4, -5 °C.

## Полезни свойства
Тиквите съдържат много плодова захар (в качествените сортове до 10%) и други хранителни вещества, като с най-високи стойности е витамин С (10%). Поради ниската си калоричност (около 17 калории в 100 г) тиквата притежава диетични свойства и се препоръчва при бъбречни и сърдечносъдови заболявания.
В тиквените семки се съдържат важни за организма незаменими аминокиселини. Те облекчават основните симптоми при аденома или възпаление на простатата като често уриниране, болка и др. Освен това, семките са богати на протеини, витамини и минерали като желязо, цинк, мед и фосфор. В 100 грама тиквени семки се съдържа 46,1% от дневната нужда на организма от магнезий.

## Тиквени гиганти
Съществуват няколко сорта, които имат потенциал да надхвърлят 100 кг. Възприето е семената от всяка гигантска тиква да бъдат кръщавани, като се спазва строга методология. Името се формира като първо се слага теглото (във паундове) на тиквата, следва фамилията на човека, който я е отгледал и накрая годината. Например семената на тиквата, поставила рекорд през 2004 г., са кръстени „1446 Итън 2004“.
Днес отглеждането на гигантски тикви се счита за спорт и има сертифицирани кантари, където плодът се премерва и записва.

## Тиквата като кулинарен продукт
Тиквите за печене обикновено са едри и валчести, кората им е дебела и корава, а месестата част – нежна и дебела. На цвят тя бива жълта, жълто бяла или кремаво бяла, оранжева и жълтеникаво оранжева.
Освен за печене и варене тиквата се използва и за приготвянето на ястия, баници и сладкиши. В България популярна е сладката баница от тиква – тиквеник.
Младите плодове на обикновената тиква, наричани тиквичка, имат нежна консистенция и се използват широко като плоден зеленчук и за приготвяне на различни ястия.
Цветовете на тиквата също са годни за консумация.

## Тиквените семки
Семената на тиквата са различни по цвят и форма: бели, матовобели, светлокафяви, плоски или елипсовидни. В България тиквените семки се нареждат на трето място по консумация след фъстъците и слънчогледовите семки.
За да запазят качествата си и да не се развалят, семките на тиквата трябва да се съхраняват на тъмно и прохладно място, дори и да са преминали топлинна обработка.
В България най-често тиквените семки се изпичат преди тяхната консумация. Напоследък навлиза тенденцията да се прибавят към салати в суров вид.